# Liste des sénateurs belges (législature 1981-1985)
Pour les articles homonymes, voir Liste des sénateurs belges.
Liste des sénateurs pour la législature 1981-85 en Belgique, à la suite des élections législatives  par ordre alphabétique.

## Bureau

### Président
- Edward Leemans

## Membres

### de droit
- S.A.R. Mgr. le Prince Albert de Belgique

### élus
1. Paul Akkermans (nl)[1] (arr.Anvers)
2. Charles Aubecq (arr.Nivelles)
3. Jan Bascour, 2e vice-président (arr.Bruxelles)
4. René Basecq, 1er vice-président (arr.Nivelles)
5. Robert Belot (arr. Namur/Dinant-Philippeville)
6. Henri Boel (arr.Louvain)
7. Alfred Califice (arr.Charleroi-Thuin)
8. Michel Capoen (arr.Courtrai-Ypres)
9. Omaar Carpels (nl) (arr. Bruges) (renonce le 3.3.83) remplacé 21.3.1983 par Georges Marmenout
10. Jos Chabert[2] (arr.Bruxelles)
11. baron Pierre Clerdent (arr.Liège)
12. Robert Close (arr.Bruxelles)
13. Etienne Cooreman (nl) (arr.Termonde/Saint-Nicolas)
14. Mme Claudette Coorens (arr. Charleroi-Thuin)
15. Edmond Coppens (arr.Bruxelles)
16. Guy Cudell (arr.Bruxelles)
17. Emile Cuvelier (nl) (Arr. Audenarde-Alost)
18. Joseph Daems (arr. Louvain) (+ 27.8.83)
19. Mme Rika De Backer-Van Ocken[3] (arr.Anvers)
20. Amedé De Baere (arr.Anvers)
21. Hector de Bruyne (arr.Anvers)
22. Firmin Debussere (arr.Roulers-Tielt)
23. Constant De Clercq (nl), questeur (arr. Malines/Turnhout)
24. Jean-Pierre de Clippele (arr.Bruxelles)
25. Carlo De Cooman (arr. Gand-Eeklo)
26. Marcel Decoster (arr Furnes-Dixmude-Ostende)
27. Jaak De Graeve (arr. Termonde/Saint-Nicolas)
28. Jean-Maurice Dehousse[4] (arr.Liège)
29. Fernand Delmotte (arr. Mons-Soignies)
30. Albert Demuyter[5] (arr.Bruxelles)
31. Paul Deprez (arr. Courtrai-Ypres) (àpd. 3.3.1983)
32. Pierre Descamps (arr.Tournai-Ath-Mouscron)
33. Jos De Seranno, secrétaire (arr. Malines-Turnhout)
34. Mme Paula D'Hondt-Van Opdenbosch[6] (arr. Audenarde-Alost)
35. Freddy Donnay (arr.Liège)
36. Hugo Draulans (arr.Malines-Turnhout)
37. Jean Férir (arr.Hasselt/Tongres-Maaseik)
38. Gaston Geens[7] (arr.Louvain)
39. Jean Gillet (arr.Verviers)
40. Roland Gillet (arr.Bruxelles)
41. Mme Marie-Thérèse Godinache-Lambert (arrts du Luxembourg)
42. Mme Cécile Goor-Eyben[8] (arr.Bruxelles)
43. Georges Gramme, 3e vice-président (arr.Verviers) (+ 7.2.1985) remplacé par Pierre Wintgens
44. Mme Huberte Hanquet (arr.Liège)
45. Edgard Hismans (arr.Mons-Soignies)
46. Frans Houben (arr.Malines-Turnhout)
47. Jacques Hoyaux (arr.Charleroi-Thuin)
48. Fernand Hubin (arr.Huy-Waremme)
49. André Jandrain (arr.Nivelles)
50. Wim Jorissen, secrétaire  (jusque 9.6.1982) (arr.Malines-Turnhout)
51. Mme Simone Jortay-Lemaire (arr.Charleroi-Thuin) (+ 28.09.1984) remplacé par Jean-Marie Hamelle
52. Mme Ivonne Julliams (arr.Anvers)
53. Jean Kevers, secrétaire (arr. Tournai-Ath-Mouscron)
54. Henri Knuts (arr.Hasselt/Tongres-Maaseik)
55. André Lagasse (arr.Bruxelles)
56. André Lagneau, questeur (arr. Mons-Soignies)
57. Hilaire Lahaye, secrétaire (arr. Courtrai-Ypres)
58. Albert Lavens[9] (arr. Courtrai-Ypres)
59. Jacques Lepaffe (arr.Bruxelles)
60. Guy Lutgen (arrts du Luxembourg)
61. Bob Maes (arr.Bruxelles)
62. Pierre Mainil[10] (arr.Mons-Soignies)
63. Mme Jacqueline Mayence-Goossens[11] (arr. Charleroi-Thuin)
64. Henri Mouton (arr.Huy-Waremme)
65. Jacob Nutkewitz (arr.Anvers) (+ 8.9.1983)
66. Mme Maria Panneels-Van Baelen (arr.Bruxelles)
67. Gaston Paque, questeur (arr.Liège)
68. Nestor Pécriaux (arr.Charleroi-Thuin)
69. Gilbert Pede, 2e vice-président (jusque 29.1.1982) (arr.Gand-Eeklo)
70. J. Peetermans (arr. Gand-Eeklo)
71. Paul Peeters (arr. Bruxelles)
72. Walter Peeters (arr. Termonde/Saint-Nicolas)
73. Mme Irène Pétry (arr.Liège)
74. Karel Poma (arr.Anvers)
75. Jean Poulain (arr. Namur/Dinant-Philippeville)
76. Alphonse Royen (arr. Verviers) (renonce en 1983) remplacé par Mme Colette Saive-Boniver
77. Mathieu Rutten (arr.Hasselt-Tongres-Maaseik)
78. Willy Seeuws (arr.Gand-Eeklo)
79. Mme Clara Smitt (arr.Hasselt-Tongres-Maaseik)
80. Guy Spitaels (arr.Tournai-Ath-Mouscron)
81. Jozef Thys (arr.Malines-Turnhout)
82. André Tilquin  (arr.Namur/Dinant-Philippeville)
83. Armand Tournis (arr.Louvain)
84. Michel Toussaint (arr.Namur/Dinant-Philippeville) (au 15.10.1984) remplacé par Jules Doumont
85. Théophile Toussaint(arr.Charleroi-Thuin)
86. Mme Maria Tyberghien-Vandenbussche (arr.Furnes-Dixmude-Ostende)
87. Marcellus Van Daele (arr.Audenarde-Alost)
88. Rik Vandekerckhove (arr. Hasselt-Tongres-Maaseik)
89. Octaaf Van den Broeck (arr.Termonde-Saint-Nicolas)
90. Marcel Vandenhove (arr.Courtrai-Ypres)
91. Frans Vanderborght (arr. Anvers)
92. Julien Vandermarliere (arr.Bruges)
93. Paul Van Der Niepen (arr.Audenarde-Alost)
94. Herman Vanderpoorten (arr.Malines-Turnhout) (+ 3.09.1984)
95. Eloi Vandersmissen (arr. Hasselt-Tongres-Maaseik)
96. Frans Vangronsveld (arr.Hasselt/Tongres-Maaseik)
97. Maurice Van Herreweghe (arr.Gand-Eeklo)
98. Antoon Van Nevel (arr.Gand-Eeklo)
99. Roger Vannieuwenhuyze (arr. Roulers-Tielt)
100. Oswald Van Ooteghem (arr.Gand-Eeklo)
101. Mme Mariette Van Puymbroeck (arr.Anvers)
102. Robert Van Rompaey (arr.Malines-Turnhout)
103. Michel Van Roye (arr.Bruxelles)
104. Jules Vercaigne (arr.Mons-Soignies)
105. Francis Vermeiren (arr.Bruxelles)
106. Jacques Wathelet (arr.Liège) (jusque octobre 1984[12]) remplacé 9.10.1984 par Charles Minet
107. Hugo Weckx (arr.Bruxelles)
108. Roger Windels (arr.Bruges)
109. Jos Wijninckx (arr.Anvers)

### provinciaux
- Hugo Adriaensens
- Firmin Aerts[13]
- André Bens
- Charles Bossicart
- Walter Claeys (nl)
- Jules Coen, secrétaire
- Robert Conrotte, secrétaire (au 28.2.1985)
- Amand Dalem
- Ferdinand De Bondt
- Roger Declercq (renonce 4.7.1982; + 1.02.1983) remplacé 11.8.1982 par Marcel Friederichs
- Arnaud Decléty
- Albert Deconick
- André Degroeve[14]
- Paul De Kerpel
- Roger Delcroix
- Mme Lydia de Pauw-Deveen[15]
- Germain De Rouck
- Georges Désir
- Georges De Smeyter
- Yves de Wasseige
- Elie Deworme, secrétaire
- Jules Doumont (renonce en 1983, devient élu direct en 1984)
- comte Yves du Monceau de Bergendal
- Isidore Egelmeers
- Simon Février
- François
- Jan Gerits
- Mlle Lucienne Gillet
- Grosjean
- Paul Hatry
- Willy Hiernaux
- Léonce Lagae
- Jean V. Leclercq
- Robert Leclercq décédé le 1/2/1983 remplacé par Jean Gevenois le 2/3/1983
- ? Albert Lernoux
- Mathieu Lowis
- Walter Luyten
- René Noerens
- Édouard Poullet
- Mme Remy-Oger
- Mme Nora Staels-Dompas
- Achiel Vandenabeele
- Jacques Vandenhaute
- Paul Vandermeulen
- Robert Vandezande,questeur (au 24.6.82)
- Jos Vangeel
- André Vanhaverbeke
- Robert Van Herck
- Guido Van In
- Alfons Verbist
- Louis Waltniel[16]

### cooptés
- André
- Jean Bock
- Aimé-Remy Canipel (renonce en 1984) remplacé par André Holsbeke
- T.Declercq
- chevalier François-Xavier de Donnea
- Mme Janine Delruelle-Ghobert
- Bernard Eicher
- Georges Flagothier (remplaçant en 1985)
- Wim Geldolf (àpd.9.2.1983)
- Robert Gijs
- Paul-Charles Goossens
- Lode Hancké
- Lucienne Herman-Michielsens
- Antoine Humblet
- Michel Kenens (remplaçant le 23.10.84)
- Rik Kuylen (renonce 10.11.1982) remplacé par Jean-Luc Dehaene[17]
- Roger Lallemand
- Edward Leemans, président
- Mme Nelly Maes
- Prosper Matthys
- Serge Moureaux
- Alfons Op 't Eynde
- Edgard Peetermans
- Max Smeers
- Jean Sondag
- Georges Trussart
- René Uyttendaele
- Frans Van der Elst (nl)
- Maurice Vanhoutte